# Craig Samson
Craig Samson (Irvine, Escocia, 1 de abril de 1984), futbolista  y entrenador de porteros escocés. Juega de portero y su actual equipo es el Aberdeen de la Scottish Premiership, donde también es el entrenador de porteros.

## Selección nacional
Ha sido internacional con la selección sub-21 en 5 ocasiones.

## Clubes
| Club               | País       | Año           |
| ------------------ | ---------- | ------------- |
| Kilmarnock FC      | Escocia    | 2004          |
| Queen of the South | Escocia    | 2004          |
| St. Johnstone FC   | Escocia    | 2005          |
| Dundee United      | Escocia    | 2005-2006     |
| Ross County        | Escocia    | 2006-2007     |
| Dundee FC          | Escocia    | 2007-2008     |
| Hereford United    | Inglaterra | 2008-2009     |
| Ayr United         | Escocia    | 2009-2010     |
| St. Mirren FC      | Escocia    | 2010-2013     |
| Kilmarnock FC      | Escocia    | 2013-2015     |
| Motherwell         | Escocia    | 2015-2017     |
| St Mirren          | Escocia    | 2017-2018     |
| Hibernian          | Escocia    | 2020-presente |

## Palmarés

### Campeonatos nacionales
| Título                     | Club          | País    | Año  |
| -------------------------- | ------------- | ------- | ---- |
| Copa de la Liga de Escocia | St. Mirren FC | Escocia | 2013 |